# Bitka kod Arrasa (1917.)
Bitka kod Arrasa odigrala se, od 9. travnja do 21. svibnja 1917., na britanskom dijelu Zapadnog bojišta u okviru Savezničke proljetnje ofenzive.

## Plan snaga Antante
Plan se zasnivao na općoj direktivi generala Nivellea od 4. travnja. U odnosu na glavnu (francusku) ofenzivu na rijeci Aisne, britanaske su postrojbe imale pomoćnu ulogu. Feldmaršal Douglas Haig je odlučio da s britanskom 1. i 3. armijom izvrši napad na bojišnici od 24 km, od Croisillesa do Givenchy-en-Gohelle zahvaćajući oko 8 km nove Siegfriedova linija. Ofenzivi je prethodilo trotjedno sistematsko rušenje žičanih prepreka topničkom vatrom, jaka zrakoplovna priprema i izvanredno jaka topnička priprema s 2800 cijevi svih kalibara.

## Tijek ratnih operacija

### Savezničko napredovanje (prva faza)

#### Deveti travnja
Napad pješaštva počeo je 9. travnja u 5h 30m na cijeloj bojišnici uz jaku i preciznu topničku i tenkovsku podršku. Vrijeme je bilo oblačno i kišovito, a vidljivost slaba. Na suprotnoj strani nalazila se njem. 6. armija, sa 7 divizija na prvoj liniji i 8 u pričuvi, a iza njih je još bilo 7 divizija pod Vrhovnim zapovjedništvom. Njemački obrambeni sustav (dubine 5 – 8 km) imao je 3 položaja s po 3–4 solidno utvrđene linije i masom žičanih prepreka. Cijeli je pojas bio dubine 5 – 8 km.
Do podne Britanci su osvojili i drugu liniju na cijeloj bojišnici od Soucheza do Croisillesa i zauzeli najveći dio grebena Vimy. Do večeri je otvorena duboka breša i u trećoj liniji. Dubina prodora iznosila je 5 km. Zarobljeno je 10.000 Nijemaca bilo, a 100 komada oružja je zaplenjeno.

#### Od 10. do 14. travnja
Borbe su nastavljene 10. i 11. travnja, ali je britanska 3. armija zaustavljena kod Wancourta. Kanađani, iz britanske 1. armije su 12. travnja osvojili još neka uzvišenja na grebenu Vimyja. Ofenziva je usporena, ali je do 14. travnja osvojeno još nešto terena, čime je završena prva faza bitke. Zatišje je trajalo do 22. travnja, a do tada su Nijemci dovukli jake postrojbe iz pričuve.

### Nastavak Savezničkog napredovanja uz jak Njemački otpor (druga faza)

#### Od 23. do 27. travnja
Druga faza bitke počela je 23. travnja na bojišnici južno do Lensa do Croisillesa. U široj okolini Croisillesa, 7 njemačkih divizija pružilo je naročito žilav otpor, uz jake protiunapade. Britanci su uspeli obraniti sela Gavrelle i Guémappe (selo je 24. travnja prelazilo 9 puta iz ruku u ruke) i ponovno osvojiti nešto terena prema Lensu. Potiskivani prema svom glavnom položaju u trokutu sela Drocourt – Oppy – Queant, Nijemci su pružali sve jači otpor i znatno ojačavali svoje topništvo.

#### Od 28. travnja do 21. svibnja
Britanska 1. armija izvršila je 28. travnja novi napad sjeverno od rijeke Scarpe i sutradan uspjela zauzeti Arleux-en-Gohelle. Britanske armije su 3. svibnja energično nastavile ofenzivu na bojišnici od 20 km (Fresnoy-en-Gohelle, Croisilles).
Selo Rœux, okruženo močvarama, izdržalo je sve napade Britanaca. Selo Billecourt, u ruševinama, ostao je poslije teških borbi najvećim dijelom u britanskim rukama, a na tom su mjestu Britanci probili Siegfriedovu liniju. Na sjeveru su Kanađani poslije teških borbi zauzeli jako uporište Fresnoy-en-Gohelle, ali su ga 8. svibnja ponovno izgubili. Britanci su 14. svibnja zauzeli selo Rœux, a sutradan i Bullecourt. Kod Arrasa je postepeno nastalo ponovno zatišje. 

## Posljedice bitke
Ovo je bila tipična bitka iscrpljivanja koju je Britancima nametnulo francusko Vrhovno zapovjedništvo. No, britanski uspjesi olakšali su francusku ofenzivu na rijeci Aisne privlačenjem njemačke pričuve prema Arrasu.  Britanci su izgubili oko 160.000, a Nijemci oko 130.000 vojnika, među kojima je 20.000 zarobljenih. Ofenzivom front nije probijen, već je pomaknut samo za oko 5 km na duljini od 32 km, sada obuhvaćajući i greben Vimyja.